# Liste der Biografien/Stral
Liste der Biografien |
Portal Biografien |
Personensuche
# |
A |
B |
C |
D |
E |
F |
G |
H |
I |
J |
K |
L |
M |
N |
O |
P |
Q |
R |
S |
T |
U |
V |
W |
X |
Y |
Z |
?
 
Sa |
Sb |
Sc |
Sd |
Se |
Sf |
Sg |
Sh |
Si |
Sj |
Sk |
Sl |
Sm |
Sn |
So |
Sp |
Sq |
Sr |
Ss |
St |
Su |
Sv |
Sw |
Sy |
Sz
 
Sta |
Ste |
Sth |
Sti |
Stj |
Stl |
Sto |
Str |
Sts |
Stt |
Stu |
Stv |
Stw |
Sty
 
Stra |
Strb |
Stre |
Strg |
Stri |
Strl |
Strm |
Strn |
Stro |
Strp |
Stru |
Stry |
Strz
 
Straa |
Strab |
Strac |
Strad |
Strae |
Straf |
Strag |
Strah |
Strai |
Straj |
Strak |
Stral |
Stram |
Stran |
Strap |
Stras |
Strat |
Strau |
Strav |
Straw |
Strax |
Stray |
Straz
Die Liste der Biografien führt alle Personen auf, die in der deutschsprachigen Wikipedia einen Artikel haben. Dieses ist eine Teilliste mit 15 Einträgen von Personen, deren Namen mit den Buchstaben „Stral“ beginnt.

## Stral

### Strala
- Strala, Tom (* 1974), Schweizer Künstler, Designer und Architekt

### Strale
- Stralen, Gottfried († 1535), Prediger der Täufer in Münster
- Stralendorf, Leopold von († 1626), Oberamtmann für das Eichsfeld, Kaiserlicher Geheimer Rat und Reichsvizekanzler
- Stralendorf, Nikolaus von († 1334), Domherr zu Lübeck und Schwerin
- Stralendorf, Peter Heinrich von (1580–1637), Reichsvizekanzler
- Stralendorff, Carl Friedrich von (1811–1859), deutscher Porträt- und Historienmaler der Düsseldorfer Schule
- Stralendorff, Gregor von (1842–1918), deutscher Architekt und Dozent
- Stralendorff-Eilers, Friderun von (1916–2011), deutsche Bildhauerin
- Stralenheim, Adolf von (1851–1928), sächsischer Generalleutnant
- Stralenheim, August von (1777–1847), Jurist, Staatsminister des Königreichs Hannover und Kurator
- Stralenheim, Henning von (1665–1731), deutsch-schwedischer Militär und Diplomat
- Straley, Bruce (* 1978), US-amerikanischer Game Director, Künstler und Designer

### Strali
- Straling, Phillip Francis (* 1933), US-amerikanischer Geistlicher, Altbischof von Reno

### Stralk
- Stralkowski, Thilo (* 1987), deutscher Hockeyspieler

### Stralm
- Strålman, Anton (* 1986), schwedischer Eishockeyspieler